# Haemaphysalis
Genre
Synonymes
- Rhipistoma Koch, 1844
- Alloceraea Schulze, 1918
- Sharifiella Dias, 1958
- Allophysalis Hoogstraal, 1959
- Aboimisalis Dias, 1963
- Feldmaniella Dias, 1963
- Fonsecaia Dias, 1963
- Hoogstralliter Dias, 1963
- Kaiseriana Dias, 1963
- Robertsalis Dias, 1963
- Sugimotoiana Dias, 1963
- Dermaphysalis Hoogstraal, Uilenberg & Klein, 1966
- Ornithophysalis Hoogstraal & Wassef, 1973
- Elongiphysalis Hoogstraal, Wassef & Uilenberg, 1974
- Garnhamphysalis Hoogstraal & Wassef, 1981

Haemaphysalis est un genre de tiques de la famille des Ixodidae. 
Ces espèces, comme toutes les tiques sont susceptibles de véhiculer et transmettre lors de leur piqûre diverses maladies, dont la fièvre récurrente

## Liste des espèces
Selon Guglielmone & al., 2010 :
- Haemaphysalis aborensis Warburton, 1913
- Haemaphysalis aciculifer Warburton, 1913
- Haemaphysalis aculeata Lavarra, 1904
- Haemaphysalis adleri Feldman-Muhsam, 1951
- Haemaphysalis anomala Warburton, 1913
- Haemaphysalis anomaloceraea Teng, 1984
- Haemaphysalis anoplos Hoogstraal, Uilenberg & Klein, 1967
- Haemaphysalis aponommoides Warburton, 1913
- Haemaphysalis asiatica (Supino, 1897)
- Haemaphysalis atheruri Hoogstraal, Trapido & Kohls, 1965
- Haemaphysalis bancrofti Nuttall & Warburton, 1915
- Haemaphysalis bandicota Hoogstraal & Kohls, 1965
- Haemaphysalis bartelsi Schulze, 1938
- Haemaphysalis bequaerti Hoogstraal, 1956
- Haemaphysalis birmaniae Supino, 1897
- Haemaphysalis bispinosa Neumann, 1897
- Haemaphysalis borneata Hoogstraal, 1971
- Haemaphysalis bremneri Roberts, 1963
- Haemaphysalis calcarata Neumann, 1902
- Haemaphysalis calva Nuttall & Warburton, 1915
- Haemaphysalis campanulata Warburton, 1908
- Haemaphysalis canestrinii (Supino, 1897)
- Haemaphysalis capricornis Hoogstraal, 1966
- Haemaphysalis caucasica Olenev, 1928
- Haemaphysalis celebensis Hoogstraal, Trapido & Kohls, 1965
- Haemaphysalis chordeilis (Packard, 1869)
- Haemaphysalis cinnabarina Koch, 1844
- Haemaphysalis colasbelcouri (Santos Dias, 1958)
- Haemaphysalis colesbergensis Apanaskevich & Horak, 2008
- Haemaphysalis concinna Koch, 1844
- Haemaphysalis cooleyi Bedford, 1929
- Haemaphysalis cornigera Neumann, 1897
- Haemaphysalis cornupunctata Hoogstraal & Varma, 1962
- Haemaphysalis cuspidata Warburton, 1910
- Haemaphysalis dangi Phan Trong, 1977
- Haemaphysalis danieli Černý & Hoogstraal, 1977
- Haemaphysalis darjeeling Hoogstraal & Dhanda, 1970
- Haemaphysalis davisi Hoogstraal, Dhanda & Bhat, 1970
- Haemaphysalis demidovae Emel´yanova, 1978
- Haemaphysalis doenitzi Warburton & Nuttall, 1909
- Haemaphysalis elliptica (Koch, 1844)
- Haemaphysalis elongata Neumann, 1897
- Haemaphysalis erinacei Pavesi, 1884
- Haemaphysalis eupleres Hoogstraal, Kohls & Trapido, 1965
- Haemaphysalis filippovae Bolotin, 1979
- Haemaphysalis flava Neumann, 1897
- Haemaphysalis formosensis Neumann, 1913
- Haemaphysalis fossae Hoogstraal, 1953
- Haemaphysalis fujisana Kitaoka, 1970
- Haemaphysalis garhwalensis Dhanda & Bhat, 1968
- Haemaphysalis goral Hoogstraal, 1970
- Haemaphysalis grochovskajae Kolonin, 1992
- Haemaphysalis heinrichi Schulze, 1939
- Haemaphysalis hirsuta Hoogstraal, Trapido & Kohls, 1966
- Haemaphysalis hispanica Gil Collado, 1938
- Haemaphysalis hoodi Warburton & Nuttall, 1909
- Haemaphysalis hoogstraali Kohls, 1950
- Haemaphysalis houyi Nuttall & Warburton, 1915
- Haemaphysalis howletti Warburton, 1913
- Haemaphysalis humerosa Warburton & Nuttall, 1909
- Haemaphysalis hylobatis Schulze, 1933
- Haemaphysalis hyracophila Hoogstraal, Walker & Neitz, 1971
- Haemaphysalis hystricis Supino, 1897
- Haemaphysalis ias Nakamura & Yajima, 1937
- Haemaphysalis indica Warburton, 1910
- Haemaphysalis indoflava Dhanda & Bhat, 1968
- Haemaphysalis inermis Birula, 1895
- Haemaphysalis intermedia Warburton & Nuttall, 1909
- Haemaphysalis japonica Warburton, 1908
- Haemaphysalis juxtakochi Cooley, 1946
- Haemaphysalis kadarsani Hoogstraal & Wassef, 1977
- Haemaphysalis kashmirensis Hoogstraal & Varma, 1962
- Haemaphysalis kinneari Warburton, 1913
- Haemaphysalis kitaokai Hoogstraal, 1969
- Haemaphysalis knobigera Prakasan & Ramani, 2007
- Haemaphysalis koningsbergeri Warburton & Nuttall, 1909
- Haemaphysalis kopetdaghica Kerbabaev, 1962
- Haemaphysalis kutchensis Hoogstraal & Trapido, 1963
- Haemaphysalis kyasanurensis Trapido, Hoogstraal & Rajagopalan, 1964
- Haemaphysalis lagostrophi Roberts, 1963
- Haemaphysalis lagrangei Larrousse, 1925
- Haemaphysalis laocayensis Phan Trong, 1977
- Haemaphysalis leachi (Audouin, 1826)
- Haemaphysalis lemuris Hoogstraal, 1953
- Haemaphysalis leporispalustris (Packard, 1869)
- Haemaphysalis lobachovi Kolonin, 1995
- Haemaphysalis longicornis Neumann, 1901
- Haemaphysalis luzonensis Hoogstraal & Parrish, 1968
- Haemaphysalis madagascariensis Colas-Belcour & Millot, 1948
- Haemaphysalis mageshimaensis Saito & Hoogstraal, 1973
- Haemaphysalis megalaimae Rajagopalan, 1963
- Haemaphysalis megaspinosa Saito, 1969
- Haemaphysalis menglaensis Pang, Chen & Xiang, 1982
- Haemaphysalis minuta Kohls, 1950
- Haemaphysalis mjoebergi Warburton, 1926
- Haemaphysalis montgomeryi Nuttall, 1912
- Haemaphysalis moreli Camicas, Hoogstraal & El Kammah, 1972
- Haemaphysalis moschisuga Teng, 1980
- Haemaphysalis muhsamae Santos Dias, 1954
- Haemaphysalis nadchatrami Hoogstraal, Trapido & Kohls, 1965
- Haemaphysalis nepalensis Hoogstraal, 1962
- Haemaphysalis nesomys Hoogstraal, Uilenberg & Klein, 1966
- Haemaphysalis norvali Hoogstraal & Wassef, 1983
- Haemaphysalis novaeguineae Hirst, 1914
- Haemaphysalis obesa Larrousse, 1925
- Haemaphysalis obtusa Dönitz, 1910
- Haemaphysalis oliveri Apanaskevich & Horak, 2008
- Haemaphysalis orientalis Nuttall & Warburton, 1915
- Haemaphysalis ornithophila Hoogstraal & Kohls, 1959
- Haemaphysalis palawanensis Kohls, 1950
- Haemaphysalis papuana Thorell, 1883
- Haemaphysalis paraleachi Camicas, Hoogstraal & El Kammah, 1983
- Haemaphysalis paraturturis Hoogstraal, Trapido & Rebello, 1963
- Haemaphysalis parmata Neumann, 1905
- Haemaphysalis parva (Neumann, 1897)
- Haemaphysalis pavlovskyi Pospelova-Shtrom, 1935
- Haemaphysalis pedetes Hoogstraal, 1972
- Haemaphysalis pentalagi Pospelova-Shtrom, 1935
- Haemaphysalis petrogalis Roberts, 1970
- Haemaphysalis phasiana Saito, Hoogstraal & Wassef, 1974
- Haemaphysalis pospelovashtromae Hoogstraal, 1966
- Haemaphysalis primitiva Teng, 1982
- Haemaphysalis psalistos Hoogstraal, Kohls & Parrish, 1967
- Haemaphysalis punctaleachi Camicas, Hoogstraal & El Kammah, 1983
- Haemaphysalis punctata Canestrini & Fanzago, 1878
- Haemaphysalis quadriaculeata Kolonin, 1992
- Haemaphysalis quinghaiensis Teng, 1980
- Haemaphysalis ramachandrai Dhanda, Hoogstraal & Bhat, 1970
- Haemaphysalis ratti Kohls, 1948
- Haemaphysalis renschi Schulze, 1933
- Haemaphysalis roubaudi Toumanoff, 1940
- Haemaphysalis rugosa Santos Dias, 1956
- Haemaphysalis rusae Kohls, 1950
- Haemaphysalis sambar Hoogstraal, 1971
- Haemaphysalis sciuri Kohls, 1950
- Haemaphysalis semermis Neumann, 1901
- Haemaphysalis shimoga Trapido & Hoogstraal, 1964
- Haemaphysalis silacea Robinson, 1912
- Haemaphysalis silvafelis Hoogstraal & Trapido, 1963
- Haemaphysalis simplex Neumann, 1897
- Haemaphysalis simplicima Hoogstraal & Wassef, 1979
- Haemaphysalis sinensis Zhang, 1981
- Haemaphysalis spinigera Neumann, 1897
- Haemaphysalis spinulosa Neumann, 1906
- Haemaphysalis subelongata Hoogstraal, 1953
- Haemaphysalis subterra Hoogstraal, El Kammah & Camicas, 1992
- Haemaphysalis sulcata Canestrini & Fanzago, 1878
- Haemaphysalis sumatraensis Hoogstraal, El Kammah, Kadarsan & Anastos, 1971
- Haemaphysalis sundrai Sharif, 1928
- Haemaphysalis suntzovi Kolonin, 1993
- Haemaphysalis susphilippensis Hoogstraal, Kohls & Parrish, 1968
- Haemaphysalis taiwana Sugimoto, 1936
- Haemaphysalis tauffliebi Morel, 1965
- Haemaphysalis theilerae Hoogstraal, 1953
- Haemaphysalis tibetensis Hoogstraal, 1965
- Haemaphysalis tiptoni Hoogstraal, 1953
- Haemaphysalis toxopei Warburton, 1927
- Haemaphysalis traguli Oudemans, 1928
- Haemaphysalis traubi Kohls, 1955
- Haemaphysalis turturis Nuttall & Warburton, 1915
- Haemaphysalis verticalis Itagaki, Noda & Yamaguchi, 1944
- Haemaphysalis vidua Warburton & Nuttall, 1909
- Haemaphysalis warburtoni Nuttall, 1912
- Haemaphysalis wellingtoni Nuttall & Warburton, 1908
- Haemaphysalis yeni Toumanoff, 1944
- Haemaphysalis zumpti Hoogstraal & El Kammah, 1974

## Publication originale
- C. L. Koch, 1844 : Systematische Übersicht über die Ordnung der Zecken. Archiv Für Naturgeschichte, Berlin, vol. 10, p. 217–239 (texte intégral).